# Informatico
Informatico è il termine generico per indicare una delle tante figure professionali impiegate nell'informatica in ambito aziendale, industriale e scientifico. Tali professioni appartengono al settore terziario avanzato.

## Nascita e sviluppo / Storia
La nascita dell'informatica come disciplina scientifica risale al 1953 presso il University of Cambridge Computer Laboratory con il nome di Diploma in Numerical Analysis & Automatic Computing. In Italia, all'Università di Pisa, Rettore Alessandro Faedo, gli studi di Informatica divennero Corso di Laurea in scienze dell'Informazione nel 1969.
La figura dell'informatico, come persona impiegata nell'elaborazione dei dati, nasce prima, verso la fine degli anni cinquanta, quando l'elaboratore elettronico comincia a diffondersi al di fuori degli istituti scientifici e di ricerca. I primi informatici non potevano quindi essere persone con un curriculum di studi specifico, e si formavano direttamente sul lavoro. D'altra parte quel che serviva, allora, erano soprattutto doti personali di logica, perseveranza, metodo, destrezza e precisione nell'uso di macchine, con nozioni di elettrotecnica, fisica, meccanica. I centri meccanografici, così si chiamavano le prime unità organizzative dedicate alla elaborazione dei dati. Comprendevano 4 figure professionali fondamentali: 
- il capo centro, che coordinava il centro dati ma svolgeva anche attività operative
- il programmatore, che scriveva i programmi richiesti dagli utenti e le relative procedure batch
- l'operatore, che seguiva il funzionamento della macchina nei suoi vari aspetti
- la perforatrice (il termine al maschile praticamente non esisteva), che perforava su schede i dati inoltrati dagli utenti su opportuni moduli.

A fine anni sessanta il Centro meccanografico divenne Centro Elaborazione Dati (CED), ma la definizione originaria rimase per molti anni nel linguaggio comune, soprattutto nella Pubblica Amministrazione. In quegli anni si aggiunse alle figure professionali quella dell'analista, che doveva fungere da interfaccia tra il CED e gli Uffici Utenti, soprattutto per lo studio iniziale (analisi, appunto) delle nuove applicazioni.
Negli anni settanta, con l'avvento di sistemi operativi sempre più potenti e complessi, e lo sviluppo di nuove modalità di elaborazione, come il teleprocessing, gli operatori con maggiori capacità divennero sistemisti, e nel contempo iniziò una naturale scissione tra il personale dedicato alle applicazioni e il personale dedicato all'operatività del centro. In questo periodo alcune aziende danno il via a quel processo che negli anni ottanta si chiamerà esternalizzazione, estraendo il servizio del Centro Elaborazione Dati (ex CED) dalla struttura dell'azienda, facendone una società a sé stante (ad esempio Datamont, dalla Montedison, ed Enidata, dall'ENI).
La comparsa del personal computer nei primi anni ottanta fu visto, dal personale informatico, prima con sufficienza e fastidio, poi come pericolo che insidiava il suo potere nell'ambito dell'intera organizzazione. Di fatto stava nascendo l'Informatica distribuita.  Il Capo Centro è diventato ormai un manager a cui si chiede di gestire una unità complessa spesso con una doppia anima (sviluppo e servizio). Solo la perforatrice, in tutti questi anni rimane una figura professionale statica. Anzi, proprio negli anni ottanta comincia il suo declino, per una serie di ragioni:
- i sistemi informativi integrano le diverse applicazioni in moduli operazionali che si parlano
- l'input primario tende a uscire dal CED ed essere fornito direttamente dagli utenti, via terminale
- nuove tecnologie di acquisizione dati riducono il volume dell'input manuale
- sorgono società di servizi di data entry che si assumono l'onere dell'input di massa a costi concorrenziali

Gli anni novanta rappresentano il periodo di svolta del CED tradizionale verso una gestione dei servizi informatici data in esternalizzazione a società terze. In azienda rimane (nel migliore dei casi, ma non sempre) un team ristretto di esperti di alto profilo. Contemporaneamente iniziano ad affermarsi, come nuove soluzioni software, i sistemi integrati ERP, che gradualmente sostituiscono le soluzioni software gestionali sviluppate all'interno dell'azienda.
La complessità sempre maggiore delle basi di dati fa nascere altre figure professionali dedicate, come l'analista e l'amministratore di base dati. Infine, con l'avvento dell'uso di internet come strumento operativo nascono le ultime figure professionali (in ordine di tempo), rispettivamente per la gestione della rete o delle reti e per la gestione delle applicazioni web.

## Le figure professionali oggi
Nonostante il fatto che nei paesi anglofoni vi siano almeno quattro gradi di esperienza: junior, middle, senior, lead; solitamente in Italia esiste la distinzione tra junior e senior, ad indicare il livello di esperienza raggiunto ma senza un parametro di riferimento universalmente riconosciuto. Le funzioni illustrate per le varie figure professionali sono le più significative, in realtà aziendali molto strutturate, soprattutto case produttrici di software e società di consulenza, esistono diversificazioni spesso marcate, dovute soprattutto alla parcellizzazione del lavoro di analisi, sviluppo e collaudo.
Le denominazioni sono quelle di uso comune, a volte in italiano, a volte in inglese. Spesso con il termine "Tecnico Informatico" si individua la figura che racchiude competenze e conoscenze trasversali non divisibili (vedi  i profili Eucip (archiviato dall'url originale il 7 aprile 2014)). Tali figure inglobano buona parte dei termini in seguito elencati. Le classificazioni dei ruoli informatici disponibili secondo la Comunità economica europea, sono così differenziati:
- i profili EUCIP CORE[6] si suddividono in tre moduli principali:
  - plan, che riguarda la pianificazione e contiene i manager, i business analyst e vari consulenti commerciali
  - build, che è incentrato lo sviluppo del software e comprende project manager, architetti software e sviluppatori
  - operate, che racchiude le attività inerenti alla messa in esercizio del software e comprende esperti di sicurezza, help desk, supporto tecnico avanzato, basi di dati, reti e configurazione apparecchiature.
- lo European e-Competence Framework[7] dai primi di aprile 2016 divenuta norma europea con la sigla EN-16234-1:2016[8] prevede 23 profili europei dell'ICT (e-CF 2.0), categorizzati in 6 famiglie (e-CF 1.0):
  - gestione business che comprende le figure di: Business Information Manager, Chief Information Officer, Chief Operation Manager
  - gestione tecnica che comprende le figure di: Quality Assurance Manager, ICT Security Manager, Project Manager, Service Manager
  - progettazione che comprende le figure di: Enterprise Architect, Business Analyst, System Analyst, System Architect
  - sviluppo che comprende le figure di: Developer, Digital Media Specialist, Test Specialist
  - esercizio e servizi che comprende le figure di: System Administrator, Database Administrator, Network Specialist, Service Desk Agent, Technical Specialist
  - supporto che comprende le figure di: ICT Consultant, Account Manager, ICT Trainer, ICT Security Specialist

I profili europei e-CF e relativi livelli di inquadramento sono stati inseriti all'interno del  CCNL Terziario firmato da Confcommercio, Filcams CGIL, Fisascat CISL e UILTuCS UIL nel marzo 2015. Altri sistemi di classificazione delle professioni informatiche:
- Skills Framework for the Information Age (paesi anglosassoni)[9]
- Classificazioni secondo ISTAT - Centri per l'impiego (che però non seguono normative standard)
- Les métiers des Systèmes d‘Information dans les grandes entreprises[10]
- Nomenclatura e classificazione delle Unità Professionali dell'Istituto Nazionale di Statistica[11]. Ad esempio, il ruolo di tecnico programmatore viene descritto nel modo seguente:

(Tecnici programmatori)

### Gestione del business
- Business Information Manager (BIM): esegue la pianificazione ed ha il compito di stabilire quali attività debbano essere svolte sul sistema informativo
- Direttore informatico: fa in modo che i sistemi informativi rispondano al business ed alle necessità dell'organizzazione. Nelle grandi aziende il dirigente a capo della funzione ICT si chiama CIO (Chief Information Officer)
- ICT Operations Manager, generalmente è un ruolo che prevede laurea IT specialistica + master nella gestione del Business
- Tecnico commerciale: la figura del "commerciale" ha l'obiettivo di generare parte del fatturato aziendale veicolando l'offerta di prodotti/servizi dell'azienda in linea con quanto stabilito dal piano commerciale programmatico, all'interno del mercato e/o dei clienti a lui assegnati. Promuove le attività commerciali atte al raggiungimento degli obiettivi di vendita prefissati e gestisce l'intero processo di vendita (dalla predisposizione dell'offerta all'acquisizione del ordine/contratto).
- Security Specialist : fa in modo che i sistemi informativi rispondano ai requisiti di Cyber-sicurezza relativi al business aziendale. Necessita di una certificazione specifica (vendor dependent :Check Point, Symantec,Cisco   oppure vendor independent: isc2-Cissp , Sscp,Cisa,Cism,Sans,Opse,CompTia+,Eucip.). Nelle grandi aziende il dirigente a capo della sicurezza delle informazioni (di cui fa parte anche la sicurezza informatica) si chiama CISO (Chief Information Security Office).

### Gestione tecnica
- Project manager: stende il piano di sviluppo del progetto, assegnando risorse e definendo, insieme all'utente finale, i tempi di realizzazione. Mantiene una visione costantemente aggiornata dello stato avanzamento del progetto. Studia e risolve ritardi, incidenti di percorso, assenze, malfunzionamenti. Dirime eventuali possibili discordanze tra il team di sviluppo e l'utente finale.
- Analista programmatore: collabora con il Capoprogetto alla definizione degli obiettivi tecnici. Sviluppa l'analisi delle procedure studiando con l'utente le caratteristiche richieste. Progetta la struttura della base dati necessaria. Sviluppa l'analisi di dettaglio e le specifiche per il programmatore. Contribuisce al collaudo e all'avviamento delle nuove procedure in stretta collaborazione con l'utente finale. A volte il ruolo dell'analista è svolto da un programmatore, in questi casi si parla di analisti-programmatori.
- Controllo qualità

### Progettazione
- System integrator: cura l'armonizzazione di funzionamento e di servizio di sottosistemi di diversa natura e/o di diversi fornitori. La natura delle integrazioni è la più varia: va dal software applicativo, ai data base, alla gestione delle reti. Riassume in sé capacità ed esperienze tipiche di analisti, programmatori, sistemisti ed amministratori di base dati.
- IT Architect: disegna e definisce la struttura dei sistemi informativi. Figura orientata alla fornitura di soluzioni.
- Web architect
- Web designer

### Sviluppo
- Programmatore: realizza programmi sulla base delle specifiche dell'analista e con il rispetto di standard condivisi. Cura la manutenzione e l'aggiornamento dei programmi per nuove esigenze. Stende la documentazione tecnica dei programmi realizzati. Predispone istruzioni operative per gli utenti e, ove applicabile, ne cura l'addestramento.
- Sviluppatore software
- Hacker

### Esercizio e servizi
- Database administrator: cura, in collaborazione con il team di sviluppo, la progettazione fisica dei database e delle funzioni dirette di gestione. Segue, in monitoraggio costante, l'evoluzione dei database, in termini di volumi, accessi, tempi di risposta, malfunzioni. Organizza ed esegue le operazioni di manutenzione ordinaria e straordinaria e le procedure di sicurezza, come i backup ordinari e straordinari e gli eventuali ripristini a seguito di malfunzionamenti.
- Sistemista: assicura il monitoraggio dell'evoluzione tecnologica dei sistemi, la loro ottimizzazione ed il costante aggiornamento. Fornisce assistenza ai team di sviluppo sull'utilizzo ottimale del software di base. In molte piccole realtà assicura anche funzioni di sistemista di rete e system integrator; molto spesso vengono richieste e confuse conoscenze di programmazione avanzata (Php, Oracle, jboss, C#, Java-J2EE, .Net, TomCat etc) che per questa funzione non sono vincolanti in quanto si addicono più alla parte di sviluppo (Software Engineer) che alla parte di gestione dei sistemi (Sistemista).
- Mobile specialist: è il sistemista specialista del mondo dei dispositivi mobili.
- network engineer: è lo specialista HW e SW della rete.

### Supporto tecnico
- Tecnico hardware: cura l'assemblaggio di hardware, periferiche e reti locali e ne assicura la manutenzione anche con interventi sulle apparecchiature elettriche per il ripristino delle funzioni (es: sostituzioni AC powers, UPS, saldature su componentistiche e cavi, sostituzioni CPU, schede interne, dissipatori attivi etc.). Figura tipica delle società che vendono computer o fanno assistenza on-site presso il cliente e dei grandi centri elaborazione dati (ISP DataCenter).
- Tecnico software: cura l'installazione di sistemi operativi ed applicazioni, prevalentemente su personal computer, all'interno di strutture con un parco macchine di grandi dimensioni. In queste stesse organizzazioni assicura anche l'assistenza agli utenti, su chiamata. È coadiuvato dal tecnico hardware se esiste come figura settoriale ma a volte ne integra completamente le funzioni.
- Operatore: cura l'attrezzaggio delle unità periferiche e ne controlla costantemente il funzionamento. Cura i flussi dell'elaborazione di tipo batch. Esegue i salvataggi periodici dei dati. Mantiene aggiornata la documentazione di sala macchine. Risolve o collabora a risolvere malfunzionamenti ed anomalie.
- Sistemista di rete

### Supporto tecnico ai clienti
È la parte tecnica di supporto delle problematiche dei clienti - utenti interni o esterni di una azienda. Molto spesso viene indicata con i termini Assistenza alla clientela, Customer Care, Helpdesk, Service Desk, Front-End o altri termini equipollenti. Può essere divisa in più livelli (in genere 1°, 2° e 3° se la complessità degli interventi lo richiede) se necessario oppure prevedere un unico livello di front-end a cui viene demandato tutto l'onere di seguire la parte ticketing di una problematica e la sua relativa risoluzione.
Il personale addetto a questa funzione, nel caso di unico livello, deve necessariamente possedere una elevatissima specializzazione (IT Specialist) nel campo IT (hardware, software, rete, sistemi, sicurezza, normative, ecc. ); dovendo ricercare possibili soluzioni o alternative al problema riportato dai clienti; non ultimo gestendo anche la parte emozionale che spesso è molto critica in particolari situazioni. Per questo è necessaria molta esperienza ed una buona dose di diplomazia.

## Laurea in informatica
I principali contenuti formativi di un Corso di Laurea in Informatica sono orientati verso una formazione di base nel campo delle Scienze e Tecnologie Informatiche che consenta al laureato di inserirsi in attività lavorative che richiedono familiarità col metodo scientifico e capacità di applicazione di metodi e tecniche innovative e di applicazione di sistemi digitali per l'elaborazione e la comunicazione delle informazioni.
Il principale obiettivo del Corso di Laurea in Informatica è la formazione di figure professionali capaci di operare in settori applicativi dell'area delle tecnologie dell'informazione e della comunicazione, individuati da opportuni curricula, che consentano loro di inserirsi efficacemente in determinate attività lavorative e nella progettazione di sistemi di elaborazione e trasmissione delle informazioni. Tipiche figure professionali dell'ICT sono lo sviluppatore di applicazioni software, il gestore di reti informatiche, il progettista di sistemi informativi, il progettista di applicazioni in ambiente Internet o rete locale, il progettista di architetture con mansioni di gestione, stima e collaudo di sistemi informatici inerenti alla trasmissione ed elaborazione delle informazioni.
Dopo la riforma operata dal D.M 509/99 i corsi di laurea di Informatica erano distinti in due classi: 
- laurea di classe 26
- laurea specialistica di classe 23/S.

Entrambe le lauree danno l'accesso alla professione di Ingegnere dell'informazione nel settore C dell'albo degli Ingegneri.
Dopo la riforma operata dal D.M. 270/2004 i corsi di laurea di Informatica sono distinti nelle seguenti classi:
- laurea di classe L-31: scienze e tecnologie informatiche
- laurea magistrale di classe LM-18: informatica
- laurea magistrale di classe LM-66: sicurezza informatica

Sia i laureati del vecchio ordinamento che quello del nuovo possono avere accesso al suddetto albo.

## Certificazioni professionali riconosciute extra percorsi universitari
1) Rif. Normativa CEE Iso/Iec 17024/03 - Eucip Qualification Framework
Nel quadro delle certificazioni a valenza europea esistono i profili Eucip IT Administrator Fundamentals con i singoli moduli elettivi di certificazione (hardware, sistemi, rete, sicurezza, sicurezza avanzata) ed il modulo IT Administrator Fundamentals Core che li comprende tutti. Generalmente il ruolo corrispondente è IT Systems Administrator per la parte IT Administrator Fundamentals Core oppure, per i singoli moduli, un ruolo specifico, come ad esempio il tecnico di rete o il tecnico hardware, sicurezza aziendale, sistemista.
L'Associazione Italiana per l'Informatica ed il Calcolo Automatico(AICA) è l'ente erogatore ufficiale italiano per le certificazioni Patente europea per l'uso del computer (Ecdl) ed Eucip Core/ITAF - vendor independent. Le sessioni di esame vengono effettuate nei vari atenei universitari, oppure presso i Test Center accreditati ed autorizzati da suddetto ente.
Anche diverse società informatiche (vendors) hanno creato delle proprie certificazioni professionali, come ad esempio: Microsoft, Oracle, VMware, eccetera. Queste ultime certificazioni fanno riferimento esclusivamente ai loro prodotti e non rientrano in alcun modo ad uno standard ISO europeo. Alcuni esempi di certificazioni sono Microsoft Certified Professional o Microsoft Certified Solutions Expert. Alcune aziende (es: Cisco) hanno realizzato percorsi di certificazione paralleli (IT essentials, CompTIA A+) che a loro volta sfociano nella certificazione finale Eucip presso centri accreditati.
Un'altra organizzazione che eroga certificazioni professionali informatiche è la Computing Technology Industry Association.
2) Certificazione UNI11506/2013 di valenza solo Italiana dopo l'emanazione del Dlgs 16/01/2013.
La Norma 11506, pur essendo nata con modalità assolutamente indipendente, si inserisce a pieno titolo nel nuovo sistema nazionale delle certificazioni adottato in Italia a seguito della pubblicazione sulla Gazzetta Ufficiale del Decreto Legislativo 13/13  (decreto legislativo del 16 gennaio 2013 n.13).
Il Decreto delinea un -sistema nazionale- di certificazione delle competenze, comunque acquisite, al fine di valorizzare ogni competenza posseduta dalla persona, in una logica di apprendimento permanente, secondo standard minimi nazionali che assicurino la validità di ciò che si certifica e di conseguenza la spendibilità. Chiaramente deriva da quanto già prestabilito dalla EU come standard nella Eqf iso 17024 del 2003 Eucip in ambito europeo formulando uno scenario "solo italiano" che male si coniuga nel quadro dell'unione europea limitando - de facto - la libera circolazione dei tecnici informatici sul territorio europeo ovvero ( in questo caso ) l'ingresso lavorativo nel nostro paese.
Profili oggetto di certificazione
- Chief Information Officer (CIO)
- ICT Security Manager
- ICT Security Specialist
- ICT Trainer